# 米哈伊利夫卡 (茲韋尼戈羅德卡區)
49°5′10″N 31°3′42″E / 49.08611°N 31.06167°E
米哈伊利夫卡（烏克蘭語：Михайлівка）是位於烏克蘭中部的村莊，由切爾卡瑟州茲韋尼霍羅德卡區的茲韋尼霍羅德卡市鎮負責管轄。該村面積1.14平方公里，海拔高度191米，2009年人口202，人口密度每平方公里217.5人。